# Chief Mountain Border Station and Quarters
Les Chief Mountain Border Station and Quarters forment un poste-frontière américain dans le comté de Glacier, dans le Montana. Situé le long de la Montana Highway 17 au sud de la frontière avec l'Alberta, dans le parc national de Glacier, le bâtiment a été construit en 1939 dans le style rustique du National Park Service. Il est inscrit au Registre national des lieux historiques depuis le 20 mai 2008.